# 有馬広憲
有馬 広憲（ありま ひろのり）は、江戸時代後期の高家旗本。通称は繁丸、兵部。官位は従五位下・侍従、兵部大輔。

## 略歴
有馬広寿の子として誕生。
文化11年（1814年）9月10日、父広寿の死去により家督を相続する。天保6年（1835年）12月24日、高家職に就き、従五位下侍従・兵部大輔に叙任する。嘉永元年（1848年）11月27日死去。

## 系譜
- 父：有馬広寿（1781-1814）
- 母：不詳
- 正室：脩 - 松平直周の娘、死別
- 後室：松平直方の娘
- 養子
  - 男子：有馬広衆（1815-1866） - 松平頼説の四男